# Achaius flavobalteatus
Achaius flavobalteatus là một loài tò vò trong họ Ichneumonidae.